# Tatsukichi Minobe
Tatsukichi Minobe (jap. 美濃部 達吉 Minobe Tatsukichi; ur. 7 maja 1873, zm. 23 maja 1948) – japoński prawnik.
Pochodził z Takasago. W 1897 roku ukończył studia w zakresie prawa finansowego na Uniwersytecie Tokijskim, gdzie później wykładał. W 1898 roku poślubił Tamiko Kikuchi, córkę rektora tejże uczelni, Dairoku Kikuchiego. W latach 1899–1902 przebywał w Europie, studiując systemy prawne obowiązujące w Wielkiej Brytanii, Francji i Cesarstwie Niemieckim. W swojej pracy naukowej specjalizował się w prawie konstytucyjnym i administracyjnym. Był autorem licznych podręczników prawa, publikacji i artykułów fachowych oraz tłumaczeń z języków zachodnich, a do jego uczniów należeli m.in. Tanzan Ishibashi i przyszły cesarz Hirohito. W 1912 roku Minobe sformułował teorię „cesarza jako organu państwa” (tennō-kikan-setsu), podważającą absolutną pozycję monarchy. Uważał on, że cesarz stanowi raczej „organ państwa”, a nie ucieleśnienie samego państwa. Była to kwestia formalna w teorii konstytucyjnej, ale pozwalała na nową interpretację roli cesarza i zmierzała do uznania odpowiedzialności cesarza za dobrobyt poddanych.
W 1932 roku został wybrany członkiem Izby Parów, wyższej izby japońskiego parlamentu. Wraz ze wzrostem ultranacjonalistycznych nastrojów w społeczeństwie japońskim, teorie prawne Minobego zostały potępione, a oskarżony publicznie przed parlamentem o obrazę osoby cesarza, ich autor został w 1935 roku zmuszony do zrzeczenia się mandatu i wycofania z życia publicznego. Jego publikacje znalazły się natomiast na indeksie. W lutym 1936 roku nacjonalistyczni ekstremiści podjęli nieudaną próbę zamachu na jego życie.
Po klęsce Japonii w II wojnie światowej uczestniczył w pracach nad przygotowaniem obowiązującej obecnie japońskiej konstytucji.